# اگنس دین
اگنس دین (انگلیسی: Agyness Deyn؛ زادهٔ ۱۶ فوریهٔ ۱۹۸۳) یک هنرپیشه، مانکن و خواننده اهل بریتانیا است.
وی بازیگر فیلم‌هایی همچون الکتریسیته، برخورد تایتان‌ها، بیمار صفر و تیتان بوده است.